# 池間誠
池間 誠（いけま まこと、1941年11月26日 - 2017年7月22日）は、日本の経済学者。専門は国際経済学。クールノー線（クールノー＝池間カーブ）を提唱。一橋大学名誉教授。1998年から2000年まで日本国際経済学会会長、2000年からは同顧問。社団法人世界経済研究協会会長。1989年から1992年までオーストラリア学会代表理事。位階は従三位。

## 来歴
沖縄県宮古郡平良町（現宮古島市）出身。コザ教育区立コザ中学校、野嵩高等学校（現沖縄県立普天間高等学校）を経て、
- 1964年 小樽商科大学商学部卒業
- 1966年 一橋大学大学院経済学研究科修士課程修了
- 1971年 オーストラリア国立大学でPh.D.取得。
富永斉（琉球大学名誉教授）は大学、大学院の1年先輩。

2017年7月22日、死去。75歳没。没後に日本国政府により従三位に追叙され、瑞宝中綬章を追贈された。

### 職歴
- 1970年 小樽商科大学商学部専任講師
1971年 同助教授
- 1974年 同退官、一橋大学経済学部助教授
1979年イギリス・レディング大学客員研究員
- 1981年 一橋大学経済学部教授
1991年 オーストラリア国立大学客員研究員
1995年 - 1997年 一橋大学経済学部長
2001年 - 2004年 一橋大学附属図書館長
この間国際基督教大学大学院行政学研究科等でも教鞭をとる。
- 2005年 一橋大を定年退官、同大名誉教授の称号を受ける
- 2005年　東洋英和女学院大学赴任、同国際社会学部・大学院国際協力学科教授。

### 社会貢献
- 一般社団法人世界経済研究協会理事長　[7] を経て、会長。
- 財団法人大学基準協会判定委員会委員
- 日本放送協会放送衛星に関する調達審査委員会委員
- 社団法人日本図書館協会大学図書館部会長
- 平良市西辺学区学力向上対策委員会委員長

## 著書
- 『国際貿易の理論』（ダイヤモンド社、1979年）
- 『国際複占競争への理論』（文眞堂、1991年）

### 共編著
- （山沢逸平）『資源貿易の経済学』（文真堂、1981年）
- （井川一宏・原正行）『国際経済』（有斐閣、1987年）
- （池本清）『国際貿易・生産論の新展開』（文真堂、1990年）
- Hitotsubashi University, 1875-2000 : a hundred and twenty-five years of higher education in Japan, with Yoshio Inoue, Tamotsu Nishizawa and Susumu Yamauchi, (Macmillan Press, 2000)
- （大山道広）『国際日本経済論 依存自立をめざして』（文眞堂、2002年）
- 『国際経済の新構図 雁行型経済発展の視点から』（文眞堂、2009年）

### 翻訳
- M.B.クラウス『図解国際経済学』（監訳、小川春男・長谷川聡哲訳、文真堂、1981年）